# Oncidium pulvinatum
O  Oncidium pulvinatum  é uma espécie de orquídeas do gênero Oncidium, da subfamília Epidendroideae da família das Orquidáceas.

## Etimologia
Estas orquídeas crescem em touceiras.
O nome científico "pulvinatum" é devido ao formato de suas flores, que são redondas.

## Habitat
Esta espécie é oriunda do Sul do Brasil, de Santa Catarina e Rio Grande do Sul até o Noroeste da Argentina e Paraguai. Esta Orquídea cresce em árvores. Região de clima quente e úmido de planície.

## Descrição
O Oncidium pulvinatum é uma orquídea epífita com pseudobulbos cilíndricos achatados lateralmente de que saem apicalmente duas folhas coriáceas estreitas oblongo linguladas, em seu centro nascem duas hastes florais de pequenas e numerosas flores.
Possui uma ramificação floral paniculada.
Flores com pétalas e sépalas de uma ligeira cor amarelo-esverdeado com manchas de color marrom-alaranjado e labelo amarelo pálido com pintinhas vermelhas.

## Cultivo
Tem preferência por alta luminosidade ou com sombra moderada. Para cultivar, deve-se plantar em um tronco com a base reta não muito larga, para que se possa manter em pé e coloca-se a orquídea amarrada a um tutor virado para o leste.
Pode-se plantar no exterior como os Cymbidiums para estimular a floração. No inverno, manter o substrato seco com poucas regas.
Floresce em Janeiro e Fevereiro em seu habitat.

## Sinônimos
- Oncidium pulvinatum Lindl. (1838)
- Oncidium sciurus Scheidw. (1839)
- Oncidium sphegiferum Lindl. (1843)
- Oncidium robustissimum Rchb.f. (1888)